# Coapa, Chiapas
Coapa är en ort i Mexiko.   Den ligger i kommunen Pijijiapan och delstaten Chiapas, i den sydöstra delen av landet, 700 km sydost om huvudstaden Mexico City. Coapa ligger 78 meter över havet och antalet invånare är 110.
Terrängen runt Coapa är varierad. Runt Coapa är det ganska glesbefolkat, med 28 invånare per kvadratkilometer. Närmaste större samhälle är Pijijiapan, 12,8 km sydost om Coapa. Omgivningarna runt Coapa är en mosaik av jordbruksmark och naturlig växtlighet.